# Tammiste (Sauga)
Tammiste – wieś w Estonii, w prowincji Parnawa, w gminie Sauga.